# خانه حیاط مرکزی

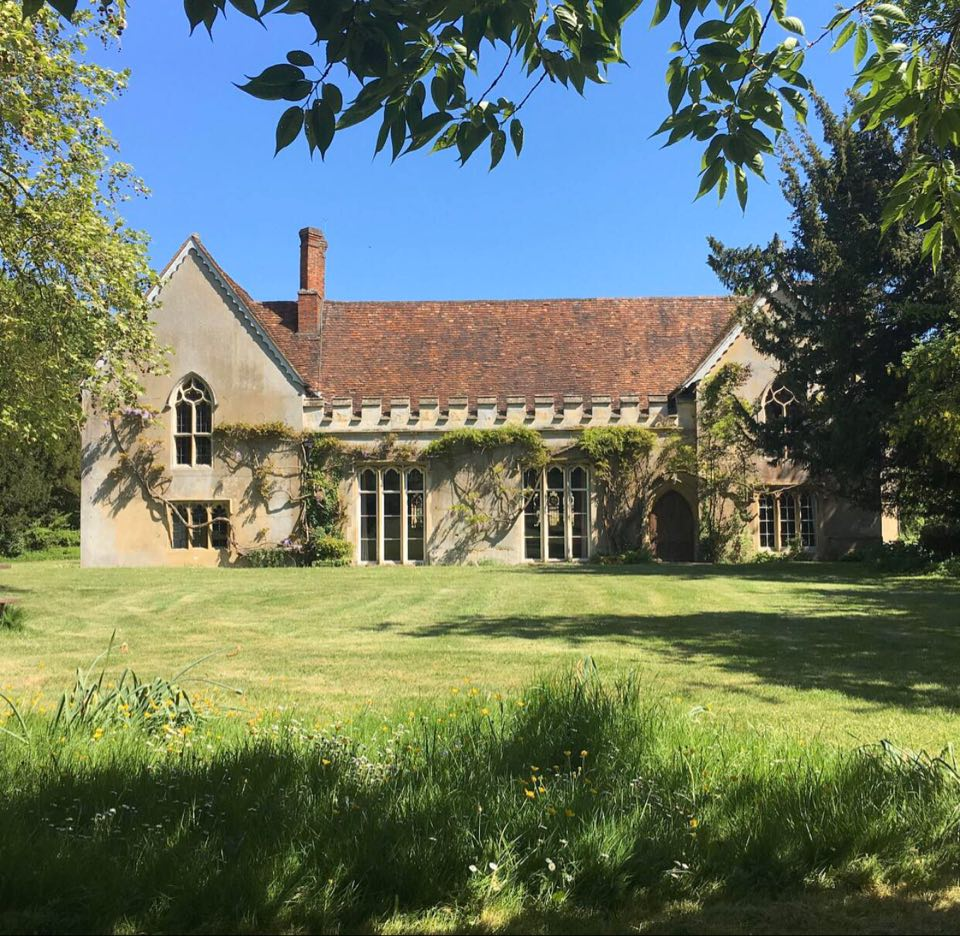
خانهٔ حیاط مرکزی

خانهٔ حیاط مرکزی (انگلیسی: Courtyard house) یک ساختار معماری است که معمولاً در خانه‌های بزرگ استفاده می‌شود و در آن اجزای اصلی ساختمان به دور یک حیاط مرکزی نظم می‌گیرند. گاه اجزای فرعی ساختمانی، همچون راهروها و اتاق‌های خدماتی به دور حیاط قرار می‌گیرند (مانند کاخ بلنهایم در انگلستان) که در این صورت خانهٔ حیاط مرکزی محسوب نمی‌شود.

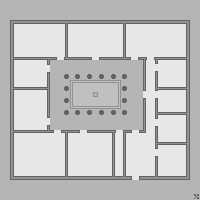
یک نمونه پلان خانه حیاط مرکزی

خانهٔ حیاط مرکزی باتوجه به چهار اقلیم ایران در معماری ایران در ابعاد و اندازه‌های مختلف وجود داشته و کاربری‌های اطراف حیاط نیز باتوجه به اقلیم‌ها متفاوت بوده‌است و نوعی معماری پایدار را تعریف می‌کند. فرم حیاط مرکزی میتواند مصرف انرژی را در ساختمان ها کاهش دهد و شرایط آسایش را فراهم نماید.